# Zhangixalus franki
Zhangixalus franki — вид жаб родини веслоногих (Rhacophoridae). Описаний у 2020 році.

## Назва
Вид названо на честь німецького ветеринара Франка Мучмана (1957—2018), фахівця з паразитів земноводних та плазунів.

## Поширення
Ендемік В'єтнаму. Поширений в окрузі Куанба (huyện Quản Bạ) провінції Хазянг на півночі країни. Типові зразки зібрані з 19:00 до 24:00 на деревах, неподалік невеликих ставків у непорушеному вічнозеленому лісі на висотах між 1320 і 1360 м н.р.м.

## Опис
Жаба завдовжки 78-86 мм. Голова трохи ширша, ніж довга; морда загострена; спинна шкіра гладка. Верхня поверхня голови та тіла зелена з темно-коричневими плямами; область нижньої щелепи сірувата; горло, груди і живіт білі. Верхню зелену область від інших відокремлює біла смуга.